# Dieter Wolff
Dieter Wolff (* 15. April 1939 in Göttingen; † 27. Januar 2021) war ein deutscher Anglist, Sprachwissenschaftler und Hochschullehrer.

## Leben und Wirken
Nach seiner Reifeprüfung 1958 in Gräfelfing studierte Dieter Wolff Anglistik und Germanistik, von 1958 bis 1960 an der Universität München, dann von 1960 bis 1961 an der Universität Würzburg und von 1961 bis 1962 an der University of Leeds und schließlich von 1962 bis 1968 an der Universität des Saarlandes in Saarbrücken. 1965 legte er dort das erste Staatsexamen für den höheren Schuldienst ab und promovierte 1969 bei Thomas Finkenstaedt. Kurze Zeit (1968/69) war er wissenschaftlicher Mitarbeiter an der Universität des Saarlandes, bis 1974 dann Akademischer Rat an der Technischen Universität Berlin. Von 1974 bis 1980 arbeitete Wolff als Professor für Englische Sprache und ihre Didaktik an der Pädagogischen Hochschule Neuss und von 1980 bis 1989 an der Universität Düsseldorf. Im Jahre 1989 wurde er Professor für Anwendungsbezogene Sprachverarbeitung an der Universität Wuppertal. Dort erfolgte 2004 seine Emeritierung. Als Dekan des Fachbereichs Sprach- und Literaturwissenschaften amtierte er von 1994 bis 1996, anschließend wurde er Prorektor für Studium und Lehre.
Neben seiner Tätigkeit in verschiedenen wissenschaftlichen Gesellschaften der Linguistik wirkte Wolff auch für bilinguale Studiengänge und das Fremdsprachenlernen in der Grundschule sowie für die deutsch-französischen Kulturbeziehungen. 2019 wurde er vom französischen Staat als „Officier dans l’Ordre des Palmes académiques“ ausgezeichnet.

## Veröffentlichungen (Auswahl)
- Statistische Untersuchungen zum Wortschatz englischer Zeitungen. Dissertation der Universität des Saarlandes, Saarbrücken 1969.
- (mit Thomas Finkenstaedt u. Ernst Leisi): A chronological English dictionary listing 80000 words in order of their earliest known occurence. Winter, Heidelberg 1970 (1.395 S.).
- (mit Thomas Finkenstaedt u. a.): Ordered profusion. Studies in dictionaries and the English lexicon (= Annales Universitatis Saraviensis, Reihe Philosophische Fakultät, Bd. 13). Winter, Heidelberg 1973, ISBN 3-533-02253-6.
- Grundzüge der diachronischen Morphologie des Englischen (= Anglistische Arbeitshefte, Bd. 7). Niemeyer, Tübingen 1975, ISBN 3-484-40041-2.
- Probleme des Programmierten Fremdsprachenunterrichts (= Anglistische Arbeitshefte, Bd. 10). Niemeyer, Tübingen 1976, ISBN 3-484-40044-7.
- (Hrsg., mit Ulrich Bach): Ausgewählte Bibliographie zur Psycholinguistik und Sprachpsychologie (= Monographien Linguistik und Kommunikationswissenschaft, Bd. 47). Scriptor, Königstein/Ts. 1980, ISBN 3-589-20757-4.
- (mit Hermann Wellers): Speicherprogrammierbare Steuerungen. Cornelsen Girardet, Düsseldorf 1985, ISBN 3-7736-2353-4.
- (mit Bettina Mißler): Bilingualität und bilinguale Erziehung. Eine Bibliographie zum Themenheft. In: Die neueren Sprachen, Bd. 92 (1993), H. 1–2, S. 166–187.
- (mit Bettina Mißler): Bibliographie zum partnerschaftlichen Lernen. In: Ebd., S. 412–424.
- (mit Andreas Eck u. Lienhard Legenhausen): Telekommunikation und Fremdsprachenunterricht. Informationen, Projekte, Ergebnisse (= Fremdsprachen in Lehre und Forschung, Bd. 18). AKS-Verlag, Bochum 1995, ISBN 3-925453-22-9.
- (mit Bernd Rüschoff): Fremdsprachenlernen mit dem Computer. Neue Möglichkeiten zur Förderung von Fremdsprachenkenntnissen für den Beruf. Bertelsmann, Bielefeld 1997, ISBN 3-7639-0819-6.
- (mit Bernd Rüschoff): Fremdsprachenlernen in der Wissensgesellschaft. Zum Einsatz der neuen Technologien in Schule und Unterricht. Hueber, Ismaning 1999, ISBN 3-19-006627-2.
- Fremdsprachenlernen als Konstruktion. Grundlagen für eine konstruktivistische Fremdsprachendidaktik. Lang, Frankfurt/M. 2002, ISBN 3-631-38669-9.
- (Hrsg., mit Gerhard Bach): Bilingualer Sachfachunterricht. Grundlagen für eine konstruktivistische Fremdsprachendidaktik (= Mehrsprachigkeit in Schule und Unterricht, Bd. 1). Lang, Frankfurt/M. 2002, ISBN 3-631-39561-2.
- (Hrsg.): Mehrsprachige Individuen – vielsprachige Gesellschaften (= Forum Angewandte Linguistik, Bd. 47). Lang, Frankfurt/M. 2006, ISBN 3-631-54463-4.
- (Mitautor): Atlas lingüistico guarani-románico. Zwei Bände. Westensee-Verlag, Kiel 2009/2015, ISBN 3-931368-18-1.
- (Hrsg., mit Bernd Rüschoff, Julian Sudhoff): CLIL revisited. Eine kritische Analyse zum gegenwärtigen Stand des bilingualen Sachfachunterrichts (= Forum Angewandte Linguistik, Bd. 54). Lang, Frankfurt/M. 2015, ISBN 3-631-65662-9.

Außerdem zahlreiche Aufsätze in Fachzeitschriften.
Festschrift
- Bettina Mißler (Hrsg.): The construction of knowledge, learner autonomy and related issues in foreign language learning. Essays in honour of Dieter Wolff. Stauffenburg-Verlag, Tübingen 1999, ISBN 3-86057-648-8 (Bibliographie Dieter Wolff S. 257–272).